# Euskalduna zubia
Most Euskalduna je most u  Bilbau koji prelazi ušće Bilbaa, povezujući Doneperiagu u četvrti Deusto na sjevera i Abando na jugu. Otvorena je 18. travnja 1997. godine.

## Povijest
Most je otvoren 18. travnja 1997. godine, a povezuje promet Enekurija i autoceste AP-8. Na Doneperiaginoj strani Deusta izgrađen je veliki kružni tok kako bi se olakšao promet. Zbog nestabilnosti terena na kojem je izgrađen, 2000. godine došlo je do manjeg slijeganja mosta, te je most morao biti saniran. Prema projektu Zorrotzaurre, most će biti usmjeren prema novom otoku koji će se graditi u Zorrotzaurreu, za koji će se nekoliko metara dodati mostu iznad ušća.

## Značajke
Most, koji je projektirao inženjer Javier Manterola, dug je 250 metara i širok 27 metara, a povezuje trg Jesusen Bihotza na strani Abando i ulice Botikazar Eribera na strani Deustu. Ima 4 prometne trake (po 2 u svakom smjeru), te nogostup i biciklističku stazu na istočnom rubu. Biciklistička staza vodi od Abandoibara do Elorriete. Na Abando strani, pored mosta, nalazi se tramvajska stanica Euskalduna Bilbao i palača Euskalduna. Nadalje, na dnu je Pomorski muzej Bilbao Estuarij, u neiskorištenom prostoru ispod mosta. Nakon izgradnje mosta, Gradsko vijeće Bilbaa opremilo je prostor za igranje hokeja u zoni Deusto na mostu. 